# Feodoraheim

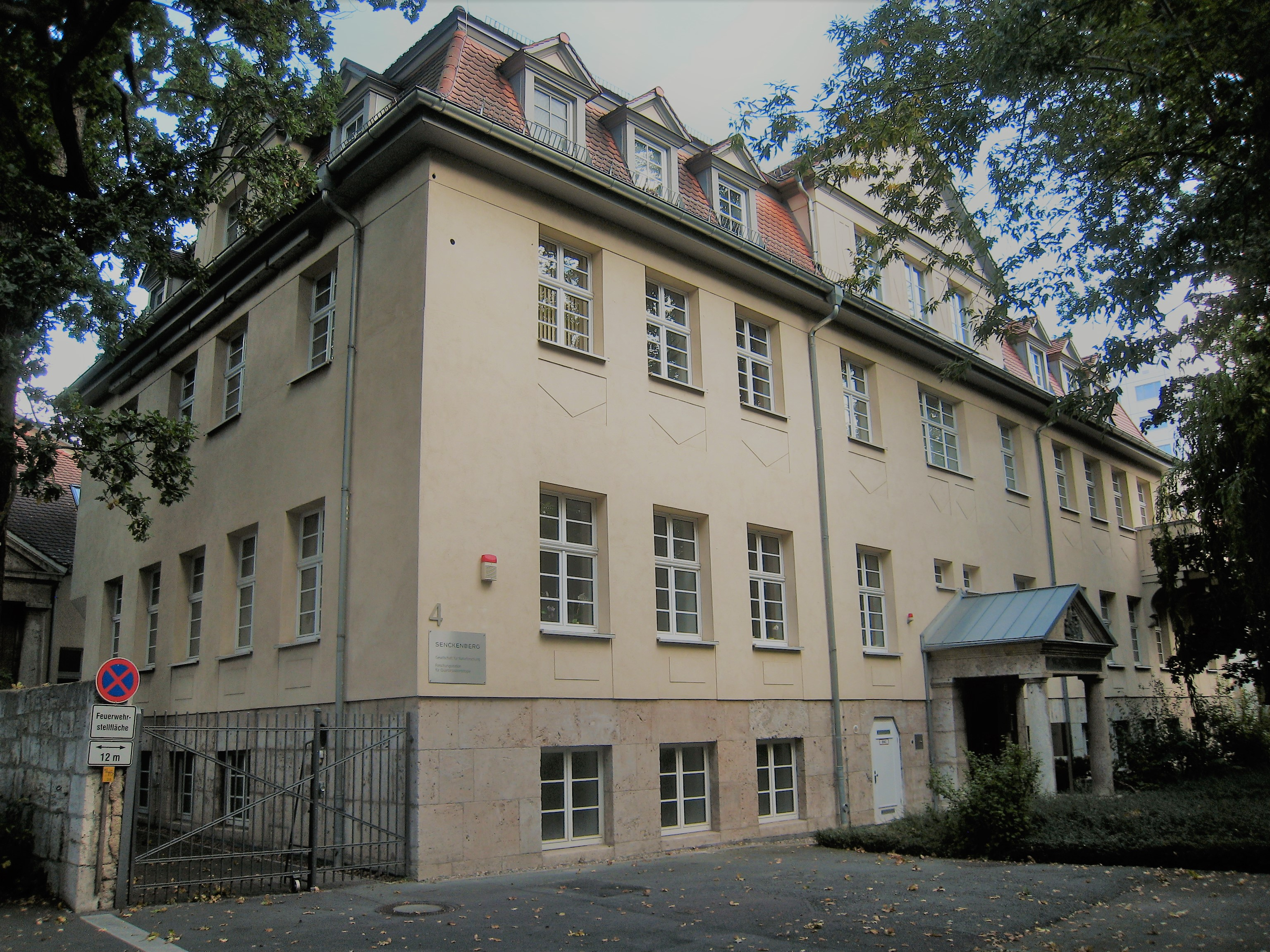
Wolfgang-Soergel-Haus (Hauptgebäude des Senckenberg-Forschungsinstituts für Quartärpaläontologie in Weimar)

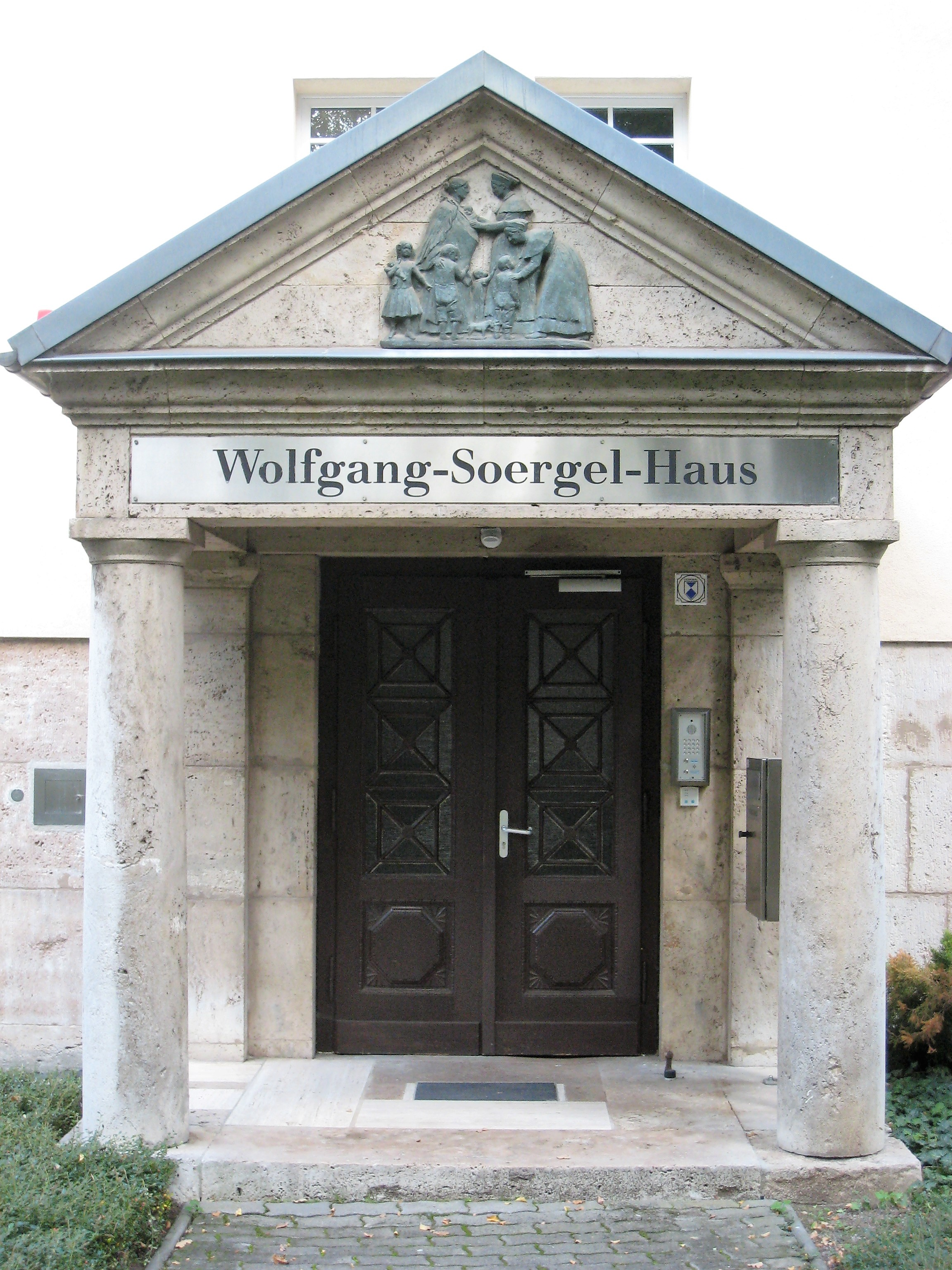
Detailansicht des Eingangsbereichs

Das Feodoraheim oder auch Feodorenheim (heute offiziell Wolfgang-Soergel-Haus) ist ein Gebäude und ein Kulturdenkmal in Weimar. Es befindet sich in der Jakobsvorstadt von Weimar Am Jakobskirchhof 4 unweit des Jakobsfriedhofs. Benannt ist es nach Großherzogin Feodora von Sachsen-Meiningen, unter deren Schirmherrschaft es als Säuglingsheim errichtet wurde. Es wurde am 11. April 1912 eingeweiht, anstelle einer schon durch Maria Pawlowna erbauten Kleinkinderbewahranstalt, einer Art von Kindergarten. Der Umbau erfolgte 1913. Den Entwurf für das Gebäude lieferte der Architekt August Lehrmann. Es war dann Kinderklinik  und Kinderkrankenhaus der Stadt Weimar.
Das Dach ist mit Gaupen versehen und weist in der Mitte einen Zwerchgiebel auf, der senkrecht in Achse zum Portal des mehrgeschossigen Hauses angeordnet ist.
Sowohl im Stadtarchiv Weimar als auch im Thüringischen Hauptstaatsarchiv Weimar gibt es zum Feodoraheim eine Aktenüberlieferung.
Seit 2005 beherbergt das Feodoraheim die Senckenberg Forschungsstation für Quartärpaläontologie, die seit dem Jahr 2000 zum Senckenberg Forschungsinstitut und Naturmuseum Frankfurt gehört. Auf dem Portal aus Travertin befindet sich ein Tympanon mit einem Bronze-Relief, das Frauen und Kinder zeigt und damit auf den ursprünglichen Zweck des Gebäudes verweist. Darunter steht auf einer Edelstahlplakette der heutige offizielle Name des Gebäudes: Wolfgang-Soergel-Haus. Er ehrt den aus Weimar stammenden Paläontologen Wolfgang Soergel.